# NGC 5974
NGC 5974 је спирална галаксија у сазвежђу Северна круна која се налази на NGC листи објеката дубоког неба.
Деклинација објекта је + 31° 45' 35" а ректасцензија 15h 39m 2,3s. Привидна величина (магнитуда) објекта NGC 5974 износи 14,0 а фотографска магнитуда 14,7. Налази се на удаљености од 29,4000 милиона парсека од Сунца. NGC 5974 је још познат и под ознакама UGC 9952, MCG 5-37-10, CGCG 166-25, ARAK 482, IRAS 15370+3155, PGC 55694.